# Guy Joseph de Donnissan
Guy Joseph de Donnissan, marquis de Citran, né le 7 février 1737 à Bordeaux et mort le 8 janvier 1794 à Angers, est un militaire français et un général vendéen.

## Biographie
Guy Joseph de Donnissan était issu d'une famille de la haute noblesse introduite à la Cour de France. 
Dans sa jeunesse, il devient officier et combat durant la guerre de Sept Ans, il est notamment aide de camp du général Louis Charles César Le Tellier, dit le maréchal d'Estrées.
Le 26 janvier 1760, il épouse Marie-Françoise de Durfort de Civrac (1747-1839), fille d’Aimeric Joseph de Durfort-Civrac, avec qui il aura une fille, Victoire de Donnissan née le 25 octobre 1772.
Il prend sa retraite avec le grade de Maréchal de camp.
En 1791, il quitte Paris avec sa famille et se réfugie dans son château de Clisson, près de Bressuire.
En mars 1793, la guerre de Vendée éclate. Suspecté par les révolutionnaires, Donnissan est arrêté avec sa femme, sa fille et son gendre Louis de Salgues de Lescure et Gaspard de Bernard de Marigny, cousin de ce dernier. Cependant la ville de Bressuire est évacuée le 1er mai par les troupes républicaines du général Pierre Quétineau. 
Délivré par les Vendéens, Donnissan se retire un temps au château de la Boulaye puis rejoint l'Armée catholique et royale. Déjà assez âgé, Donnissan n'exerce pas longtemps le poste de général et est désigné président du Conseil vendéen et gouverneur du Roi des terres tenues par les forces vendéennes.
Il participe à la planification de l'attaque de Nantes en cherchant à se rapprocher de l'armée de Charette et en rédigeant la sommation adressée aux Nantais.
À la suite de la défaite des Vendéens à la bataille de Cholet, Donnissan suit l'armée lors de la Virée de Galerne. Il est cependant séparé de sa femme et de sa fille à la bataille de Savenay. Donnissan échappe au massacre mais il est capturé par les Républicains à Montrelais alors qu'il cherchait à traverser la Loire. Il est conduit à Angers où il est jugé, condamné à mort et fusillé le 8 janvier 1794.

## Sources
- Émile Gabory, Les Guerres de Vendée, Robert Laffont, édition de 2009, p. 1424-1425